# Lungmossväxter
Lungmossväxter (Marchantiaceae) är en familj av bladmossor. Lungmossväxter ingår i ordningen Marchantiales. Enligt Catalogue of Life omfattar familjen Marchantiaceae 7 arter.
Släkten enligt Catalogue of Life och Dyntaxa:
- Bucegia
- lungmossor
- Preissia